# 共和バス

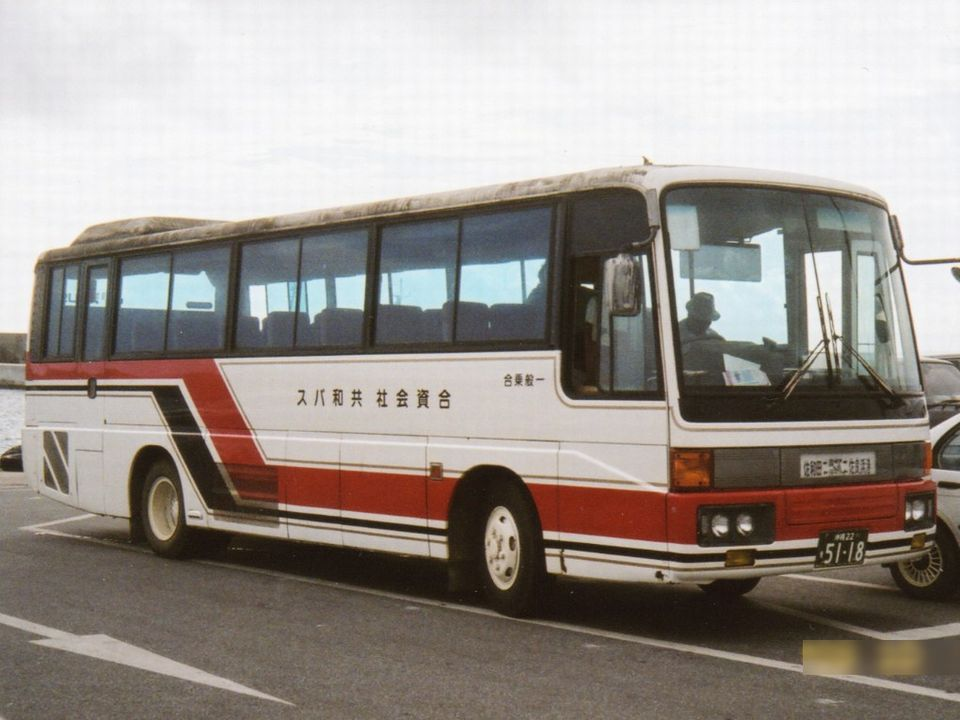
路線バス（2003年）

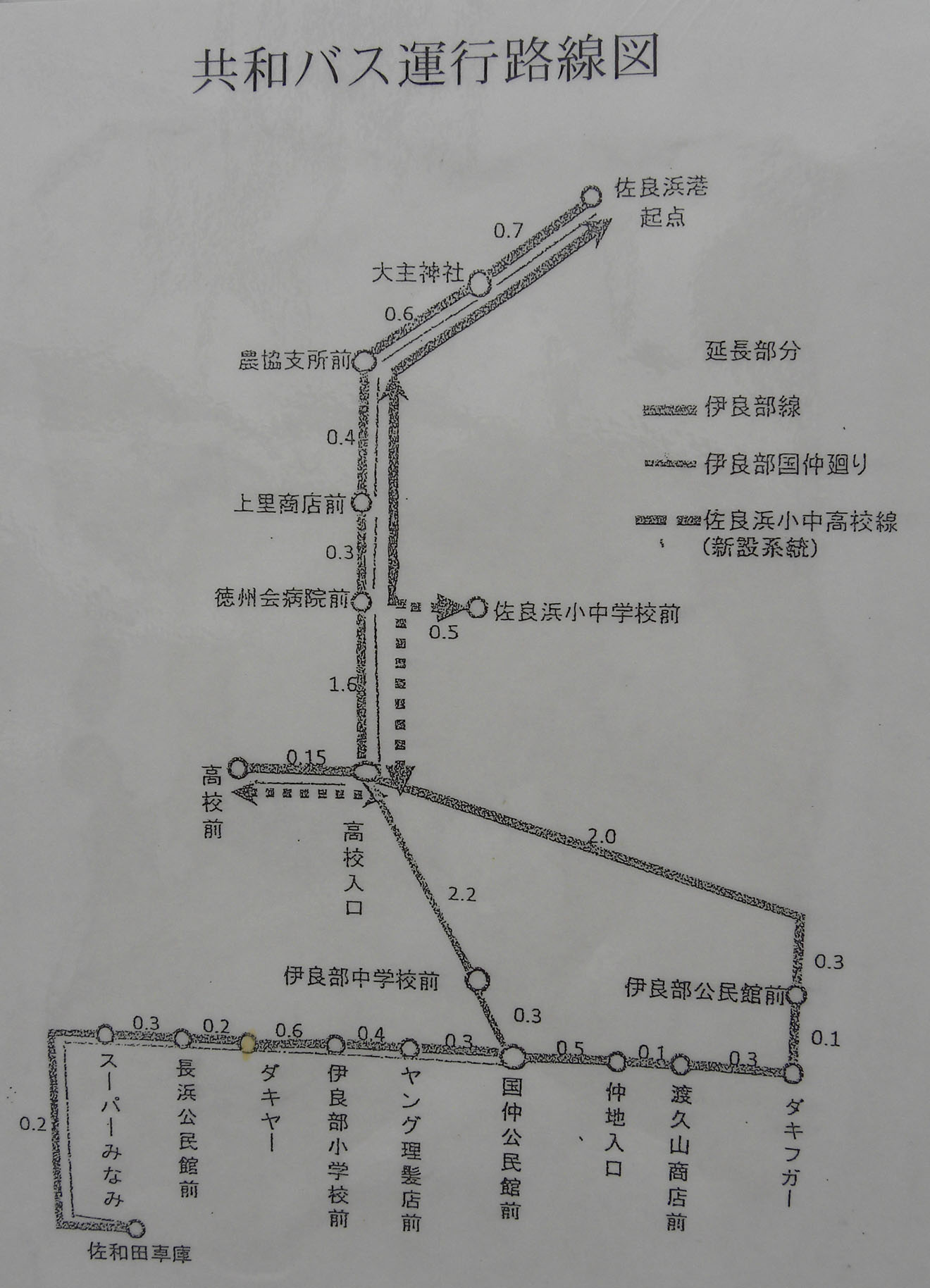
路線図（2010年11月時点）
停留所に掲示されたもの。撮影当時未開設の佐良浜港 - 平良港間は掲載されていない。

合資会社共和バス（きょうわバス）は、沖縄県宮古島市の伊良部島（旧宮古郡伊良部町）に本社を置き路線バス、貸切バス事業を営むバス会社である。

## 概要
伊良部島島内各地および伊良部島と宮古島を結ぶ路線バスの運行等を行なう。従業員数は7名（2018年3月31日現在）。
1958年に島内で丸勝バスと渡久山バスの2事業者がバスの運行を開始し、のちに両社が合併して成立した。バス事業の免許年月日は1963年5月2日。
利用者数は2002年度から2005年度の3年間で半減（2005年度の年間輸送人員は約2万3千人）し、2005年度の最終決算は約1,445万円の赤字を計上しているなど、会社を取り巻く環境は厳しい。2008年9月16日には、消費税率改定に伴うもの以外では15年ぶりとなる運賃改定（値上げ）を実施した。
2011年度（2010年10月 - 2011年9月）の路線バス乗車人員は15,587人。約1,200万円の赤字となり、宮古島市より1222万円が補助金として交付された。
2015年1月31日に伊良部大橋が開通したため、翌2月1日から定期航路の代替として、伊良部島内の従来路線の延長の形で佐良浜港から宮古島の平良港までの区間を新設した。同日には宮古島内で路線バスを運行する宮古協栄バス、八千代バスの路線も平良港に乗り入れ、平良港で3社のバス路線の乗り換えが可能となっている。2021年1月4日より発着点が平良港から宮古島市役所へ移動。

車両は大型6台が在籍している（2018年3月31日現在）。現在は中型車は2台で小型車は3台在籍している。（2021年8月現在）

## 運行路線
伊良部佐良浜経由平良線（系統番号7番）の1路線のみである。伊良部大橋の開通以前は佐良浜港で高速船に接続するダイヤを組んでいたが、伊良部大橋の開通により、全便が宮古島の平良中心部までの運行となった。
- 上里商店回り：宮古島市役所 - 警察署前 - ツタヤ前 - 宮古郵便局前 - くらはし病院前 - 宮古高校前 - アツママー前 - 沖銀前 - A&W前 - 実業高校前/宮古病院前 - ファミリーマート宮古久貝店前 - カーサーフェリーチェ前 - ドリームキャッスル前 - みやげ品店ふるさと（佐和田車庫行きのみ停車） - 佐良浜港 - 佐良浜石油前（宮古島市役所行きのみ停車） - 大主神社前 - JA佐良浜店前 - 上里商店前 - 徳洲会病院前 - 高校入口 - 伊良部公民館前 - ダキフガー - 渡久山商店前 - 仲地入口 - 国仲公民館前 - ヤング理髪店前 - 伊良部小学校前 - ダキヤー - 長浜多目的施設前 - スーパーみなみ - 佐和田車庫
- 結の橋学園回り：宮古島市役所 = JA佐良浜店前 - 結の橋学園前 - 徳洲会病院前 = 佐和田車庫

※結の橋学園回りの = は上里商店回りと同一経路の区間
宮古島市役所から宮古島市の市街地を通り、伊良部大橋を渡り北上して島東岸部の佐良浜から西進し、島中央部の伊良部高校付近を経由して島を横断し、島の西側の市街地で北上して島の北西部の長浜地区にある佐和田車庫に至る路線である。おもに県道90号・県道204号を経由する。
1路線のみであるが、大きくルートは2種類ある。上里商店回りは佐良浜港 - 高校入口間が県道90号経由、高校入口 - ダキフガー間が県道90号の南側の市道経由、ダキフガー - 佐和田車庫間が県道204号経由で、主に午後の市役所行きと午前中の市役所発便が経由。結の橋学園回りは通学の便を図るため結の橋学園を経由する便で、主に午前の市役所行きと午後の市役所発便が経由。どちらも平良市街地で便により宮古病院と宮古実業のどちらかを経由する。
2019年に下地島空港の旅客ターミナルが開業したが、宮古島との連絡バスは共和バスではなく宮古協栄バス・中央交通が新たに伊良部島、下地島に乗り入れ運行している。